# Зервос, Иоаннис
Иоаннис Зервос (греч. Ιωάννης Ζερβός, 1875, Керкира — 1943) — новогреческий поэт, прозаик, драматург, переводчик, а также философ-ницшеанец.

## Биографические сведения
Иоаннис Зервос родился на острове Керкира. Окончил юридический и философский факультеты Афинского университета, некоторое время стажировался в Париже. После завершения образования переехал в Александрию, вел собственную адвокатскую практику.
Писать стихи начал ещё в студенческие годы, а также пробовал себя как литературный критик и социолог-исследователь. Печатался во многих афинских журналах. В период 1908—1909 годов вел колонку литературной критики в журнале «Панафинеи». В 1909 возглавил издательство «Фекс», руководит обществом «Библиотечные новости». Благодаря литературоведческим работам Зервос широкая общественность познакомилась с творчеством Костаса Кристаллиса и Андреаса Ласкаратоса.
«История идеи» и «Мифы жизни» самого Зервоса немало способствовали духовному просвещению современников. Кроме того, он был автором переводов «Илиады» Гомера, трагедий Эсхила, Еврипида, диалогов Платона, произведений Аристотеля.

## Основные произведения
Проза
- Μύθοι της ζωής• Αι ιστορίαι του Δισκεψίου και του Τρισκεψίου. Αθήνα, Φέξης, 1911.
- Διηγήματα. Αθήνα, 1912.
- Ζωή στο νησί• Παράδοση και λατρεία. Αθήνα, 1924.
- Τρίπτυχο αγάπης.

Поэзия
- Νησιώτικα τραγούδια. 1910.
- Ρυθμοί ζωής. Αθήνα, 1921.
- Τραγούδια του καλού καιρού. Αθήνα, 1916.
- Στίχοι. Αθήνα, 1928.
- Στίχοι (δεύτερη σειρά).
- Αντίλαλοι της ζωής.
- Λυρικές σάτυρες.

Философские эссе
- Απολογία του ανθρώπου. Αθήνα, Παπαδημητρίου, χ.χ.
- Ιστορία της Ιδέας• Γαβατάμας — Αστάρης. Αθήνα, Φέξης, 1911 (Φιλοσοφική και Κοινωνιολογική Βιβλιοθήκη Φέξη).
- Υλιστικαί θεωρίαι. Αθήνα, 1914.
- Εργατοκρατία και μπολσεβικισμίος. Αθήνα, 1915.

Драматургия
- Ο θάνατος του Παπά- Άνθιμου.
- Ο νεκρός αδερφός (του δημοτικού τραγουδιού) • Δραματική δοκιμή. Αθήνα, 1959.